# Матьё, Георг Давид
Георг Давид Матьё (нем. Georg David Matthieu; 20 ноября 1737, Берлин — 3 ноября 1778, Людвигслюст) — немецкий художник-портретист, выдающийся мастер придворного портрета, придворный художник в герцогстве Мекленбург-Шверин.

## Биография
Сын художника Давида Матьё (1697—1755), работавшего при дворе королевства Пруссии. Овдовев, он вторично женился на знаменитой художнице Анне Розине де Гаск, дочери прусского художника польского происхождения Георга Лисиевского, работавшей при дворе немецких родственников Екатерины Великой. Единокровный брат художника-портретиста Леопольда Матьё (1750—1778), родной брат художницы-жанристки Розины Кристианы Людовики Матьё (1748—1795).
Георг Давид Матьё, который вырос в семье художников, избрал для себя такую же карьеру. Как было принято среди художников в то время, для завершения образования он отправился в путешествие по Италии, где стал приятелем английского живописца Якоба Хаккерта. Вернувшись в Германию, с 1762 по 1764 год он работал по заказам губернатора Шведской Померании — давно занятых шведами земель на севере страны. В этот период он выполнил множество портретов шведских и немецких дворян, включая портрет принцессы Софии Шарлотты — будущей английской королевы.
В 1764 году художник был приглашён в соседнее герцогство Мекленбург-Шверин, где занял место придворного живописца. Ему отвели комнаты во дворце Людвигслюст (дословно: «Радость Людвига»), чтобы он мог жить поближе к своим моделям. Здесь, в комфортных условиях, он проработал много лет, создавая портреты представителей северо-немецкой аристократии. После относительно ранней смерти, его должность «унаследовал» дядя — Кристоф Лисиевский, брат его мачехи Анны Розины де Гаск.
Как художник, Матьё не пользовался общеевропейской известностью, однако созданные им портреты важны для восприятия истории придворной жизни Северной Европы; в музеях этого же региона, правда, с несколько большим охватом (шведский замок Грипсхольм, дворец Людвигслюст, Шверинский замок, Берлинская картинная галерея), они сегодня в основном и сосредоточены.
Другие работы художника, такие как фигуры-обманки, изображающие аристократов и слуг Мекленбургского двора, доныне находятся в экспозиции дворца-музея Людвигслюст, для которого были сделаны.

## Галерея
Семья владетельных герцогов Мекленбургских, представителей которой регулярно портретировал Матьё, в то время (ок. 1764—1778) состояла из следующих лиц:
- Владетельный герцог Фридрих Мекленбургский (1717—1785) и его жена, Луиза Фридерика Вюртембергская; детей в этом браке не было.
- Незамужние сёстры герцога, Ульрика София и Амалия.
- Его младший брат Людвиг (не пережил брата), его жена Шарлотта София Саксен-Кобург-Заальфельдская и дети: Фридрих Франц (1756—1837), будущий владетельный герцог, и София Фридерика (1758—1794), которую выдали замуж в соседнюю Данию, где она стала супругой принца-регента Фредерика (1753—1805) и матерью короля Кристиана VIII (1786—1848).

### Ключевые члены семьи

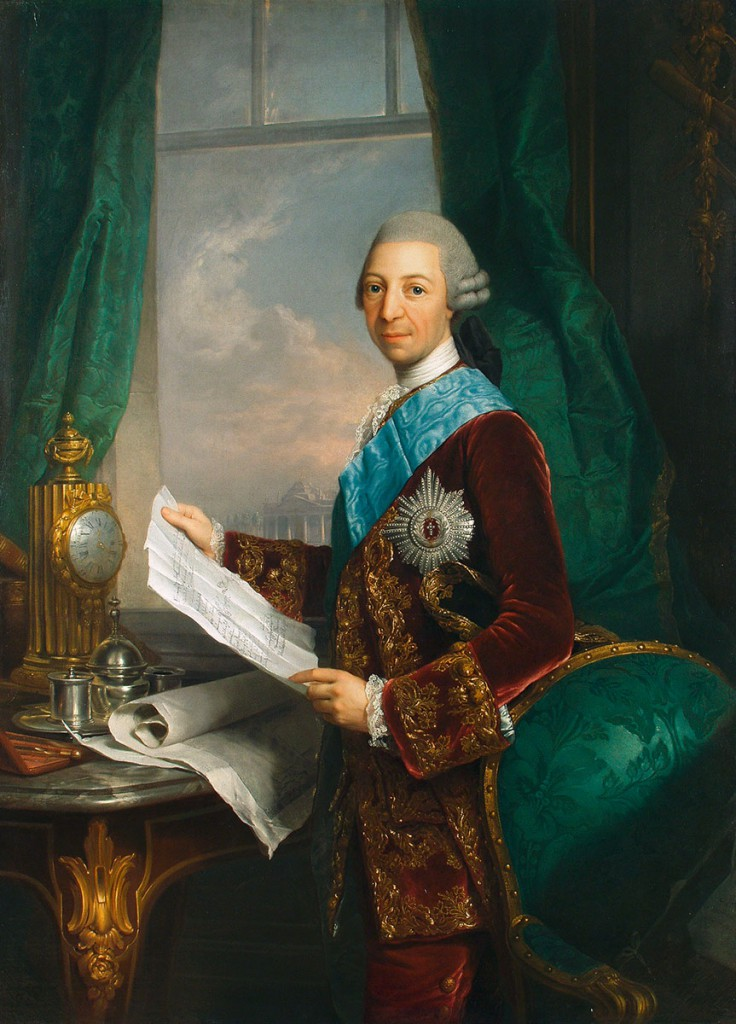
Владетельный герцог Фридрих Мекленбургский (правил в 1756—1785 годах).
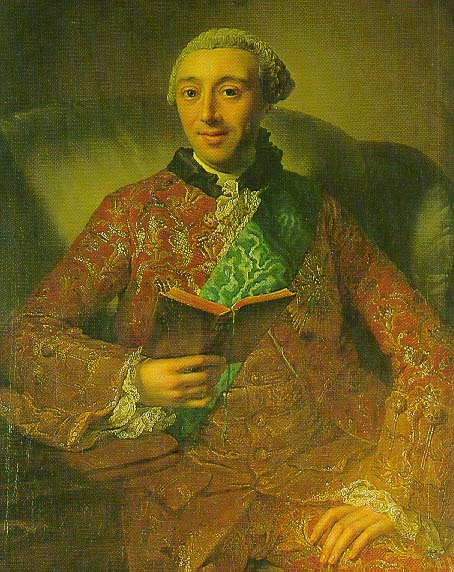
Принц Людвиг Мекленбургский, младший брат герцога.
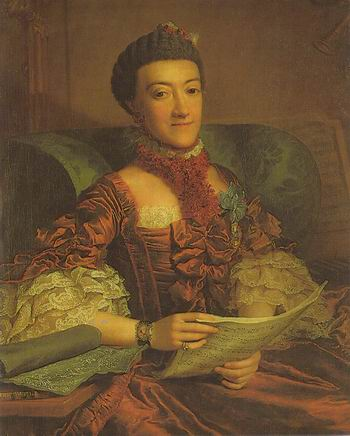
Принцесса Шарлотта София Саксен-Кобург-Заальфельдская, жена принца Людвига.
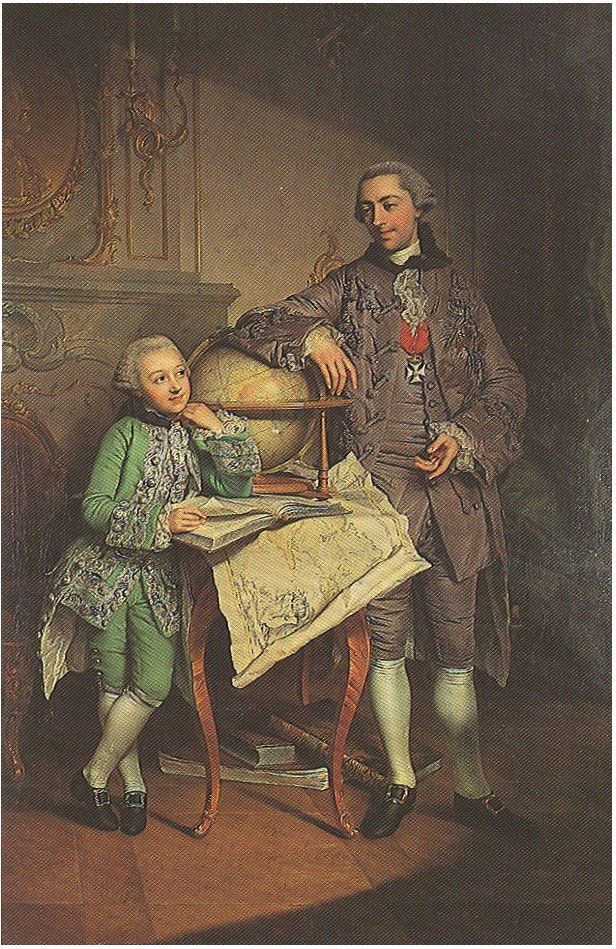
Будущий  владетельный герцог (с 1815 года — великий герцог)  Фридрих Франц I Мекленбургский (правил в 1785—1837 годах), сын принца Людвига, со своим учителем.

### Фигуры-обманки в интерьерах дворцаЛюдвигслюст

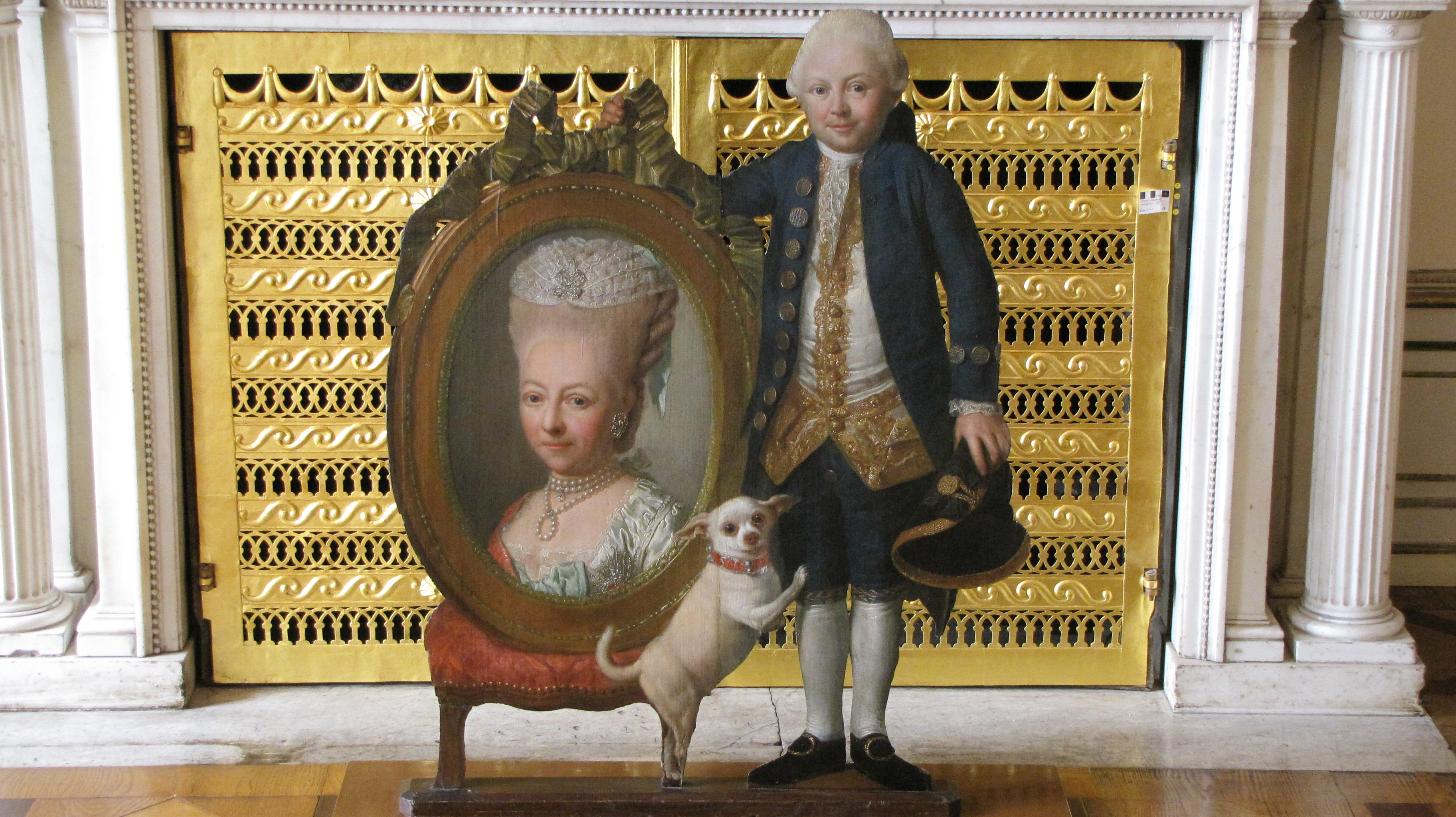
Придворный карлик Хартвиг Кремер с портретом герцогини Луизы Фредерики, жены владетельного герцога Фридриха .
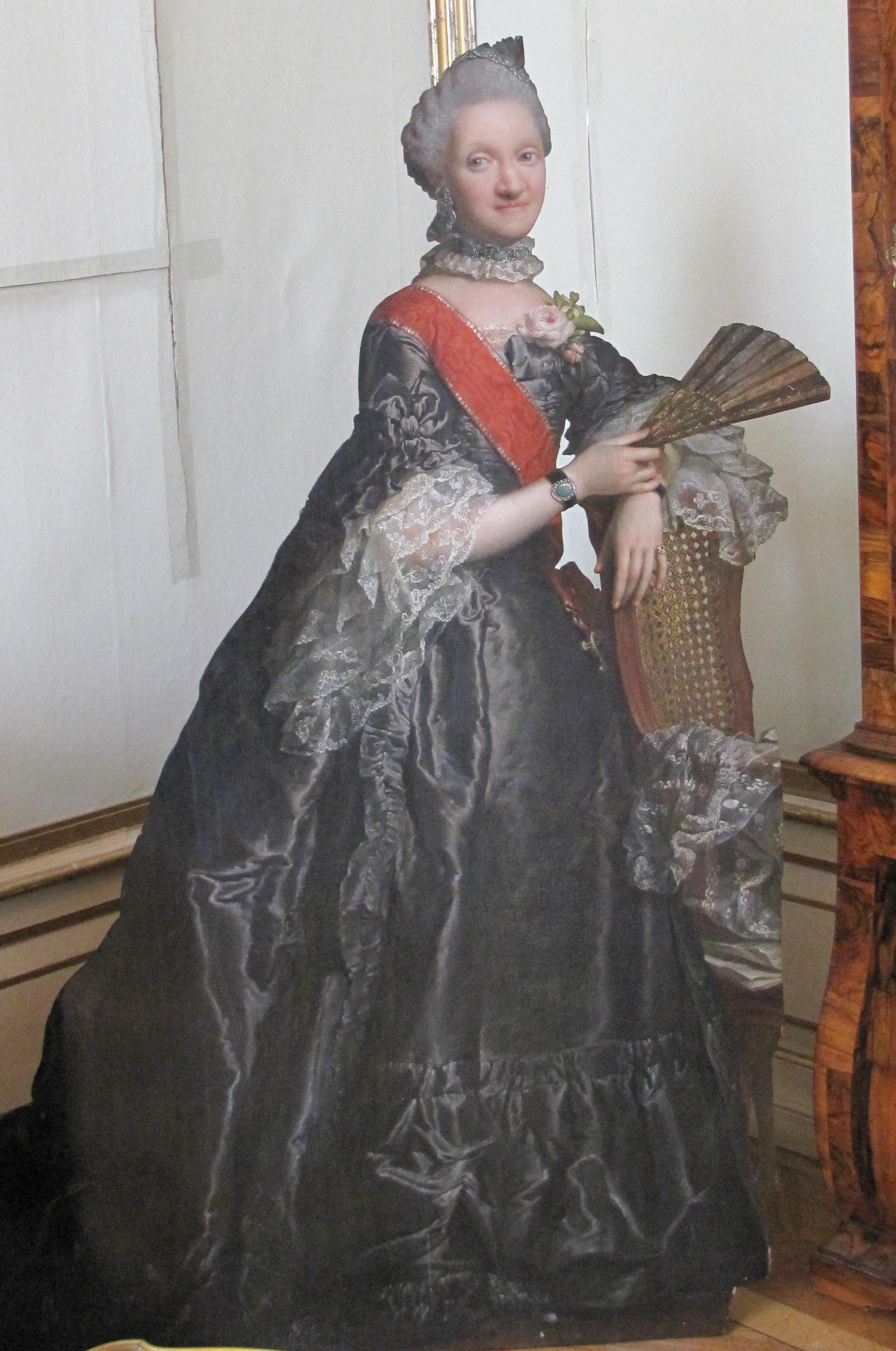
Амалия, принцесса Мекленбургская, сестра герцога Фридриха.
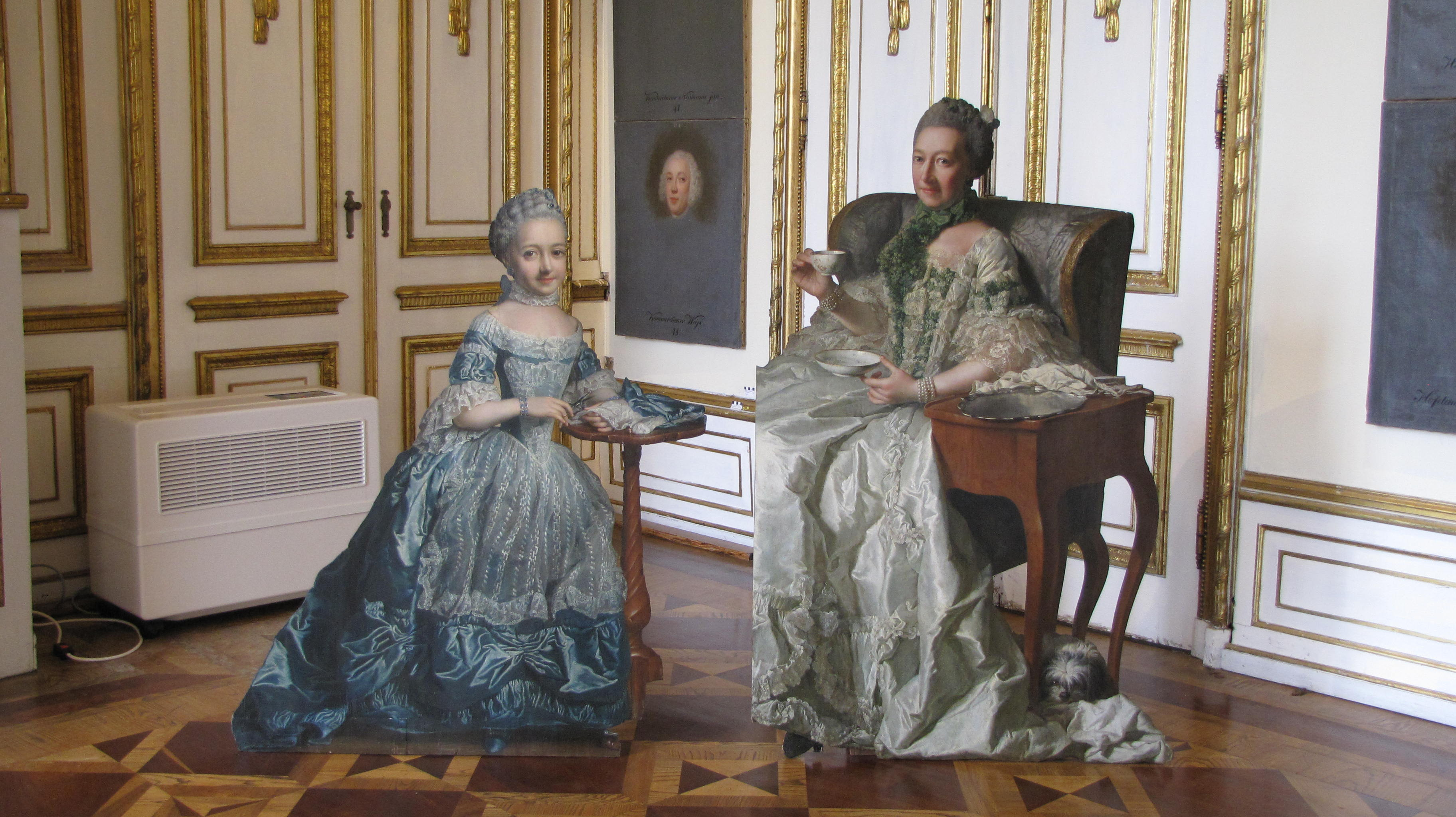
Принцессы София Фредерика и Ульрика София Мекленбургские, племянница и сестра герцога Фридриха, 1769 или 1770 год.

### Аллегорические портреты знатных дам

Неизвестная знатная дама в аллегорическом образе.
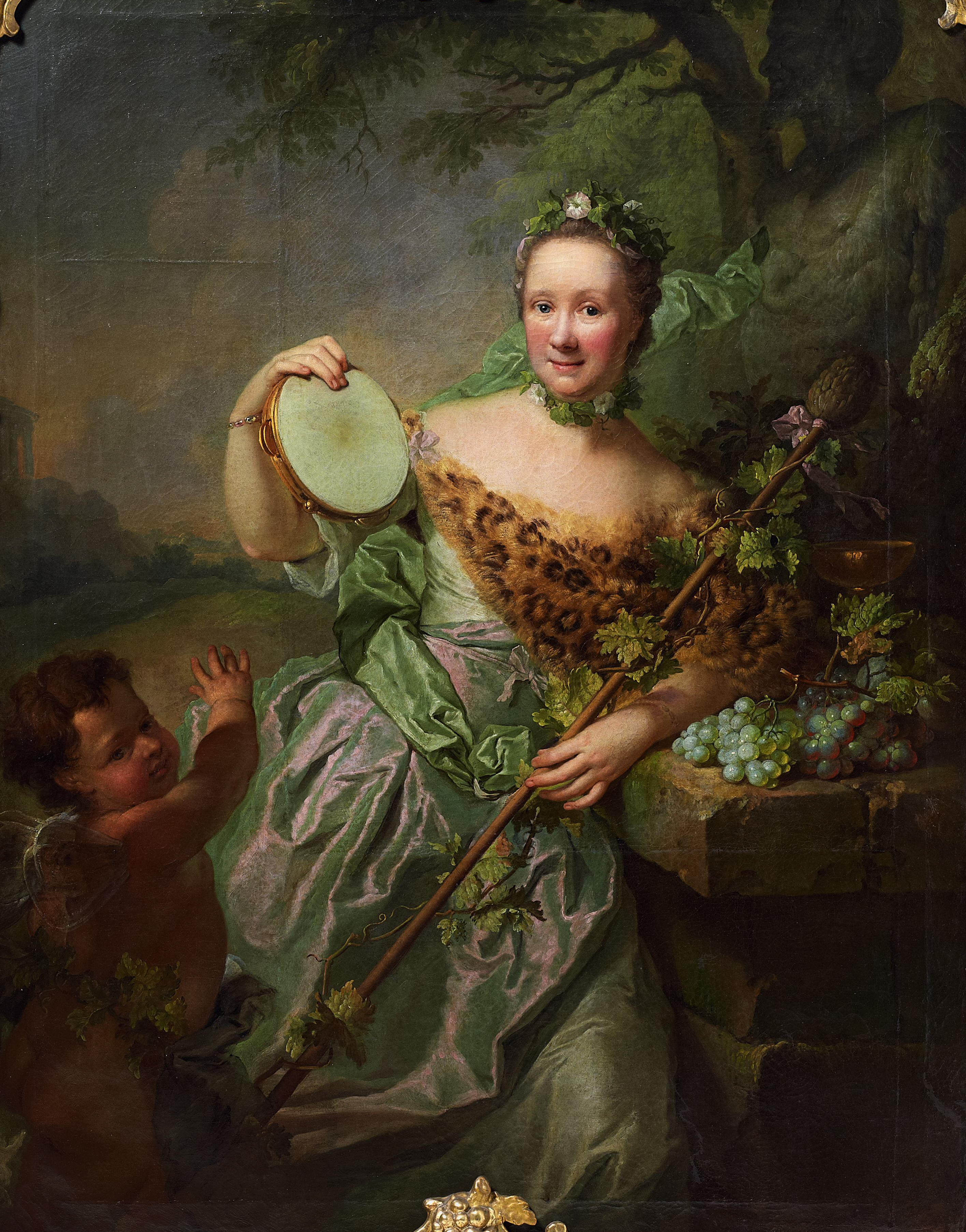
Анна Регина фон Ольтхофф в образе вакханки.
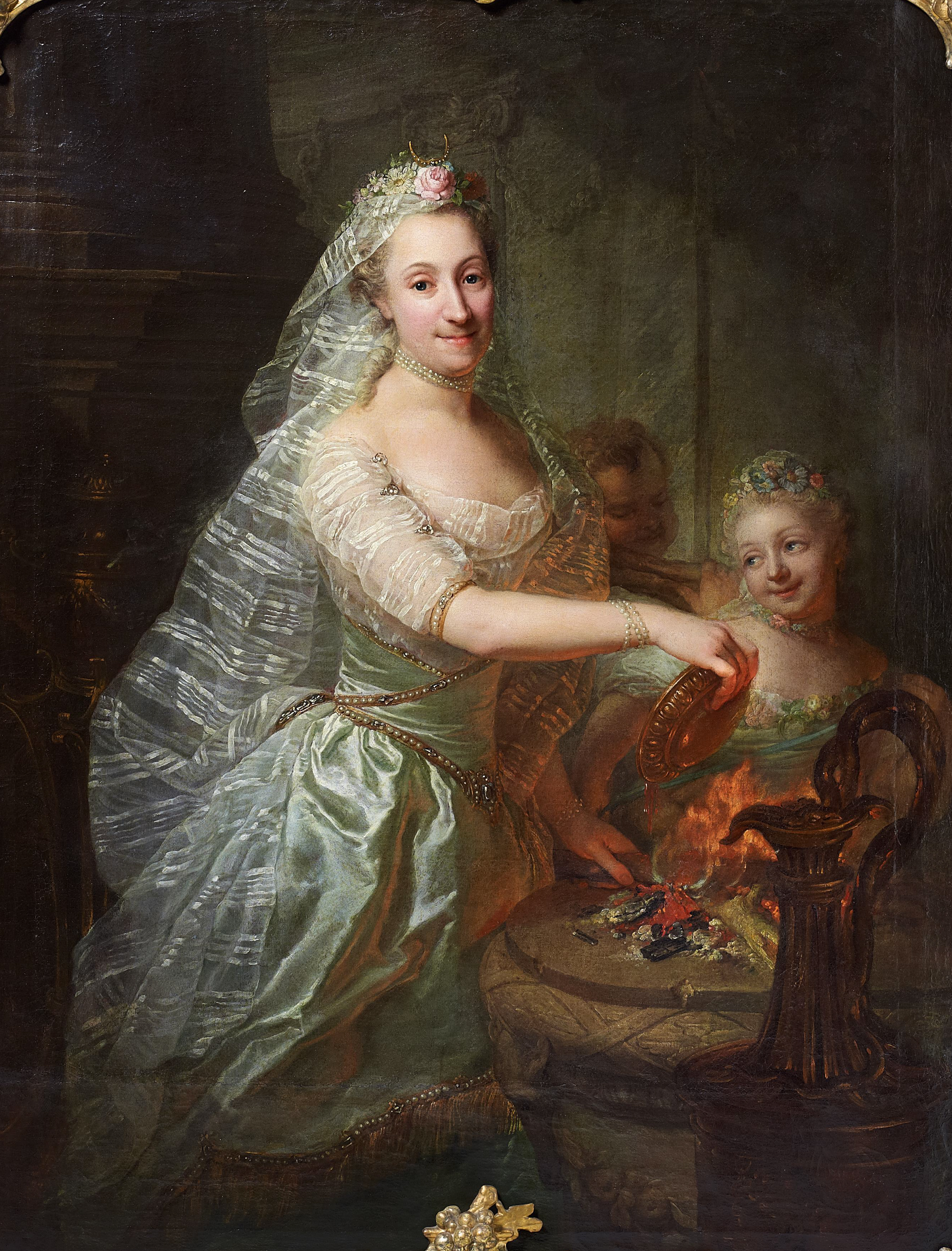
Магдалена Шарлотта фон Ольтхофф в образе языческой жрицы, приносящей жертву.

### Другие работы

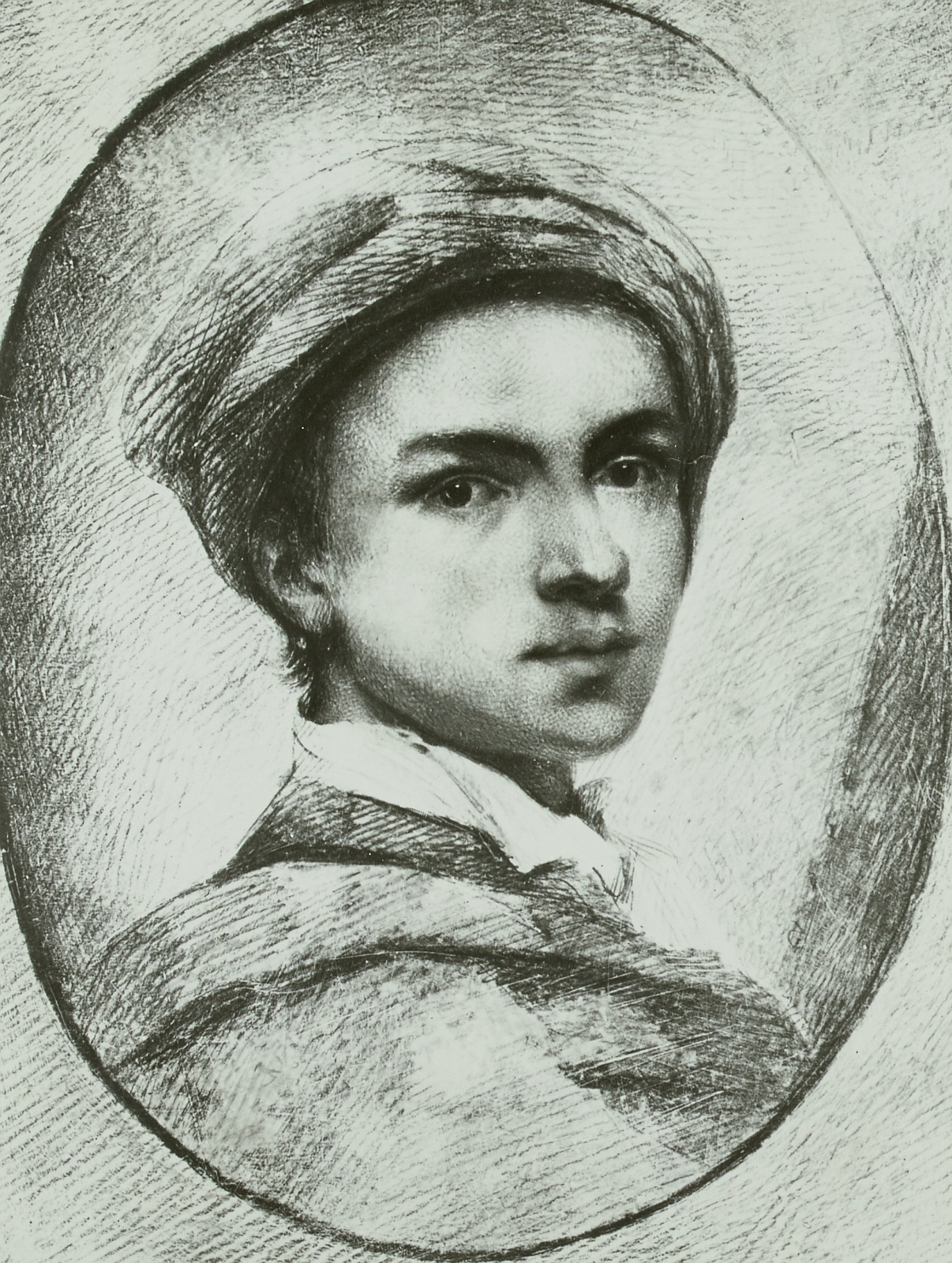
Юный Иоганн Кристиан Бах, сын композитора Иоганна Себастьяна Баха, между 1750 и 1754.
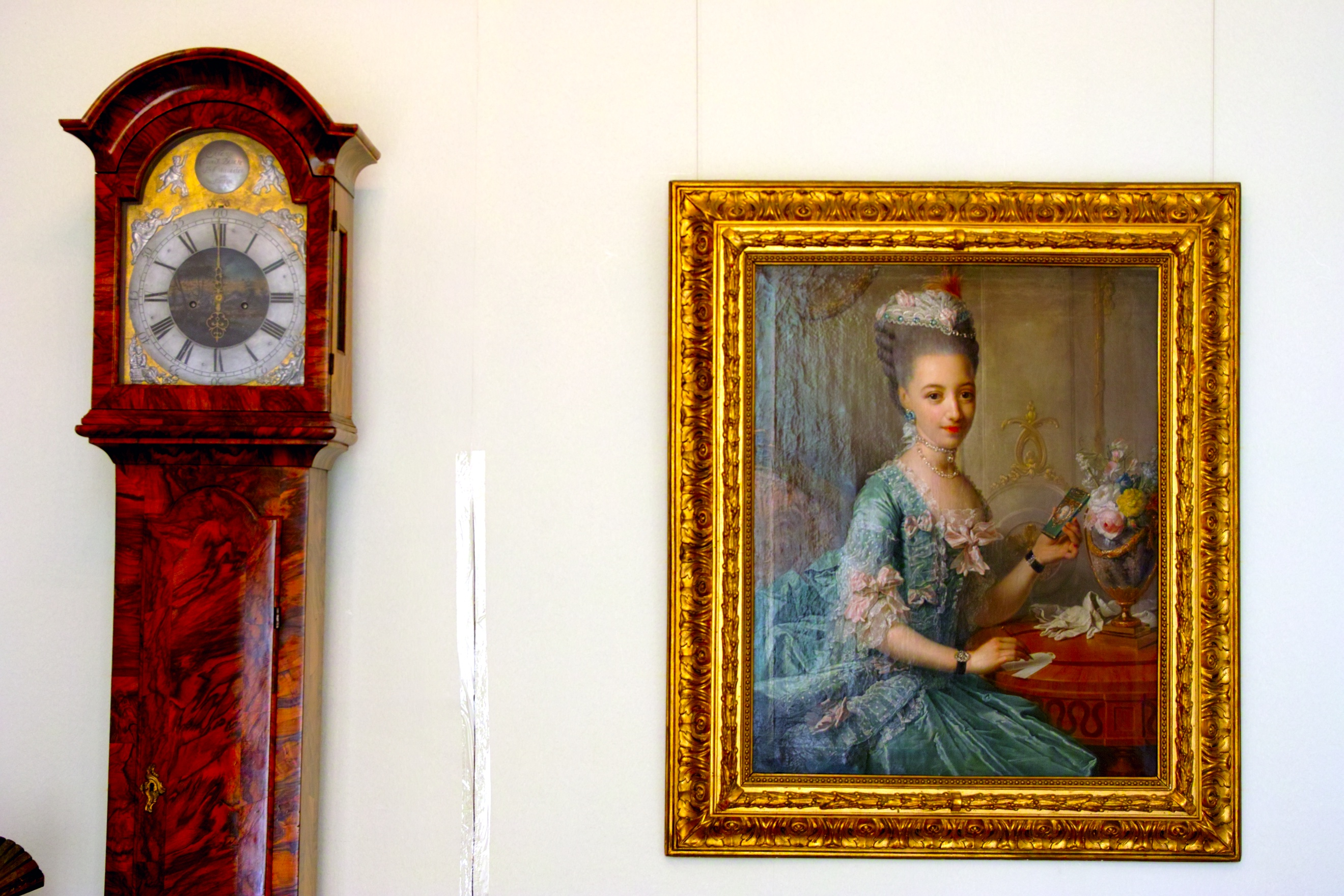
Портрет герцогини Луизы Фредерики в интерьере дворца Людвигслюст.